# Alfred Lotka
Alfred James Lotka (engl. Alfred James Lotka; 2. mart 1880—5. decembar 1949.) bio je američki matematičar, fizički hemičar, i statističar, poznat po svom radu u populacionoj dinamici i energetici. Kao američki biofizičar, Lotka je najbolje poznat po svom predlogu modela predatora i plena, koji je simultano i nezavisno razvio sa Vito Volterom. Jednačina Lotka–Voltera je ješ uvek osnova mnogih modela koji se koriste u analizi populacione dinamike u ekologiji.

## Rad
Mada je on u današnje vreme uglavnom poznat po jednačini Lotka–Voltera koja se koristi u ekologiji, Lotka je bio biomatematičar i biostatističar, koji je primenjivao principe fizičkih nauka na biološke probleme. Njegov glavni interes je bila demografija, što je verovatno uticalo na njegov profesionalni izbor kao statističar pri Metropolitanskom životnom osiguranju.
Jedna od Lotkinih najranijih publikacija iz 1912. godine sadrži predlog rešenja Ronald Rosovog drugog modela malarije. Godine 1923, on je objavio detaljnu petodelnu analizu i proširenje oba Rosova modela malarije. Četvrti deo serije koji je napisao zajedno sa F. R. Šarpom, bavio se modelovanjem vremena zaostajanja inkubacije patogena. Lotka je objavio Elemente fizičke biologije 1925. godine, što je bila jedna od prvih knjiga o matematičkoj biologiji nakon d'Arsi Tompsonovog rada O rastu i formi. On je isto tako poznat po njegovoj energetskoj perspektivi o evoluciji. Lotka je predložio da je prirodna selekcija bila, u svom korenu, borba među organizama za raspoloživu energiju; Lotkin princip tvrdi da organizmi koji preživljavaju i prosperiraju su oni koji efektivnije zarobljavaju i koriste energiju nego njihova konkurencija. Lotka je proširio opseg energetike na ljudsko društvo. Specifično, on je smatrao da bi prelaz sa oslanjanja na solarnu energiju na neobnovljivu energiju pretstavljao jedinstven i fundamentalni izazov za društvo. Ove teorije su učinile Lotku važnim pretečom razvoja biofizičke ekonomije i ekološke ekonomije, koje su razvili Frederik Sodi, Hauard Odum i drugi.

## Publikacije
- A. J. Lotka (1925) "Elements of Physical Biology" reprinted by Dover in 1956 as Elements of Mathematical Biology.
- Lotka, A. J (1939). Théorie Analytique des Associations Biologiques. translated in 1998 as Analytical Theory of Biological Populations. New York: Plenum Press.
- Lotka, A. J. (1989). Lotka on population study, ecology, and evolution. Population and Development Review, 15(3), 539–550.
- Lotka, A. J (1998). Analytical theory of biological populations. New York: Plenum Press..

Selekcija članaka
- Lotka, A. J. (1907). Relation between birth rates and death rates. Science, 26: 121–130.
- Sharpe, F. R. & Lotka, A. J. (1911). A problem in age distribution. Philosophical Magazine, 21: 435–438.
- A. J. Lotka (1912) Quantitative studies in epidemiology. Nature, 88: 497-498.
- Lotka, A. J. (1919). A contribution to quantitive epidemiology. Journal of the Washington Academy of Sciences, 9: pp. 73.
- A. J. Lotka (1922a) "Contribution to the energetics of evolution Архивирано на веб-сајту  (13. јул 2019)". Proc Natl Acad Sci USA, 8: pp. 147–51.
- A. J. Lotka (1922b) "Natural selection as a physical principle Архивирано на веб-сајту  (13. јул 2019)". Proc Natl Acad Sci USA, 8. стр. 151–54.
- A. J. Lotka (1923) "Contribution to the analysis of malaria epidemiology". The American Journal of Hygiene, 3: 1–121.
- Loth, A. J. (1926) "The Frequency Distribution of Scientific Productivity". Journal of the Washington Academy of Sciences 16(1926):317–323.

O Lotki
- Haaga, J. (2000). "Alfred Lotka, mathematical demographer Архивирано на веб-сајту  (20. август 2017)". Population Today, 28(2), 3.
- Kingsland, S. E (1985). Modeling nature: episodes in the history of population ecology. Chicago: University of Chicago..

## Literatura
- Jacques Véron. 2008. Alfred J. Lotka and the Mathematics of Population Electronic Journal for History of Probability and Statistics, Vol 4, No 1, June.